# 岱山水库 (定远)
岱山水库是中国安徽省滁州市定远县境内的一座水库，位于淮河支流池河上，建于1958年。水库正常库容为2160万立方米，集雨面积为68平方千米，海拔为50.4米。